# Интерлеукин 27
Интерлеукин 27 (ИЛ-27) је хетеродимерични цитокин који припада ИЛ-12 фамилији која се састоји од две под-јединице, Епштајн-Баров вирус (ЕБВ)-индуковани ген 3 (ЕБИ3) (исто познат као ИЛ-27B) и ИЛ27-p28 (познат као ИЛ-30).
ИЛ-27 производе антиген-презентирајуће ћелије. ИЛ-27 игра важну улогу у регулисању активности Б и T лимфоцита. ИЛ-27 ефекти су изазвани његовом интеракцијом са специфичним рецепторским комплексом на ћелијској површини који се састоји од два протеина позната као ИЛ27Р и гп130.